# Matteo Marconcini

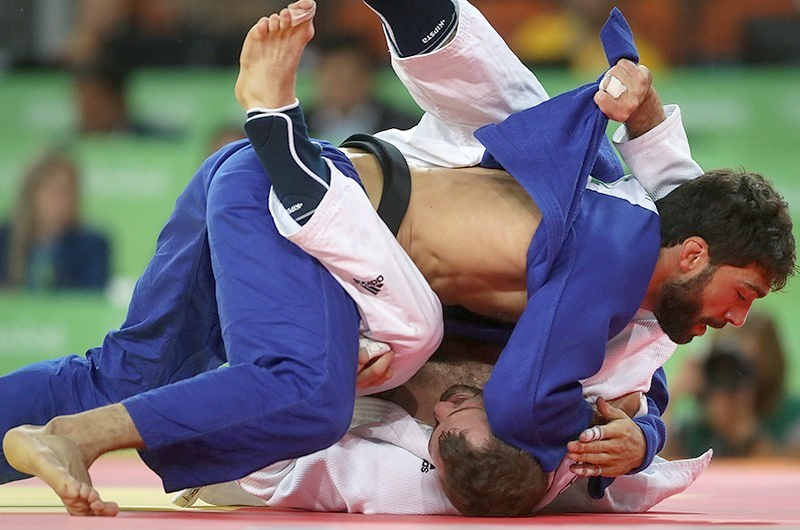
Maconcini (blau) gegen den Belgier Joachim Bottieau (weiß) bei den Olympischen Spielen 2016

Matteo Marconcini (* 26. August 1989 in Arezzo) ist ein italienischer Judoka. Er war Weltmeisterschaftszweiter 2017.

## Sportliche Karriere
Der 1,85 m große Marconcini kämpft im Halbmittelgewicht, der Gewichtsklasse bis 81 Kilogramm. 2010 und 2012 war er italienischer Meister. 2015 fiel er weitgehend wegen einer Schulterverletzung aus. 2016 kehrte er mit einem Sieg beim Weltcup-Turnier in Prag zurück. Im Mai 2016 belegte er den dritten Platz beim Grand-Slam-Turnier in Baku. Bei den Olympischen Spielen 2016 in Rio de Janeiro gewann er seine ersten drei Kämpfe und verlor dann im Viertelfinale gegen den Georgier Awtandil Tschrikischwili. Nach einem Sieg über den Bulgaren Iwajlo Iwanow unterlag Marconcini im Kampf um eine Bronzemedaille gegen Sergiu Toma, der für die Vereinigten Arabischen Emirate antrat. Ende 2016 gewann der Angehörige der Carabinieri eine Bronzemedaille bei den Militärweltmeisterschaften.
Bei den Europameisterschaften 2017 schied Marconcini in der ersten Runde aus. Vier Monate später bei den Weltmeisterschaften in Budapest bezwang er im Viertelfinale den Mongolen Otgonbaataryn Uuganbaatar und im Halbfinale den Iraner Saeid Mollaei. Im Finale unterlag Marconcini dem Deutschen Alexander Wieczerzak. Marconcini trat danach unter anderem bei den Weltmeisterschaften 2019 und bei den Militärweltspielen 2019 an, erreichte aber keine vordere Platzierung.